# Ramona Kühne
Ramona Kühne (* 31. Januar 1980 in Berlin) ist eine deutsche Profiboxerin aus dem brandenburgischen Rangsdorf. Sie war bis 2018 Weltmeisterin im Superfedergewicht nach Version der WIBF, WBO und WBF. International Champion der WBA im Leichtgewicht. Sie ist Keynote Speaker, Ernährungsberaterin und Personal Coach.

## Profiboxen
Kühne ist bisher Weltmeisterin in drei Gewichtsklassen der WIBF (Halbweltergewicht, Leichtgewicht und Superfedergewicht) gewesen. Sie gehört zum Stall vom SES (Sport Events Steinforth). Trainiert wird sie von ihrem Mann Stephan Kühne (geb. Böstfleisch). Ihr Profidebüt gab sie am 21. April 2006 mit einem Punktesieg gegen Natalija Dolgowa.
Ihren ersten Titel holte sie sich am 13. Oktober 2007 im Halbweltergewicht (interime WIBF-WM) gegen die Spanierin Loli Muñoz, den zweiten am 17. Mai 2008 gegen die Bulgarin Galina Iwanowa im Kampf über zehn Runden im Leichtgewicht (vakante WIBF-WM). Im November 2008 verteidigte sie ihren Leichtgewichtstitel gegen Dahiana Santana aus der Dominikanischen Republik. Anschließend stieg sie ins Superfedergewicht ab.
In dieser Gewichtsklasse gewann sie am 28. März 2009 die vakante WIBF-WM gegen die Kenianerin Judy Waguthii einstimmig und verteidigte den Titel knapp drei Monate später gegen die Bulgarin Galina Gjumlijska. Am 9. Januar 2010 boxte sie das erste und einzige Mal im Federgewicht; sie versuchte sich gegen Ina Menzer (25-0) die WM-Titel der WIBF, WBC und WBO zu sichern, wurde jedoch in der sechsten Runde aufgrund einer stark blutenden Cutverletzung aus dem Kampf genommen. Sie verlor offiziell durch technischen Knockout (t.K.o).
Doch schon am 4. Juni 2010 erhielt sie die Möglichkeit, um die WM-Titel der WIBF, WBF und WBO gegen die Dominikanerin Maribel Santana zu kämpfen, und gewann durch K. o. in der vierten Runde. In Dresden verteidigte sie erfolgreich am 20. November 2010 ihre Titel gegen die Bosnierin Irma Balijagić-Adler und gewann einstimmig nach Punkten. Ebenfalls durch Punktwertung gewann sie am 9. April 2011 in Magdeburg gegen Arleta Krausová aus Tschechien. Am 14. Januar 2012 verteidigte sie in Offenburg ihre Titel gegen die Ungarin Renáta Dömsödi durch t.K.o in der achten Runde. Nach einer schweren Knieverletzung wurde sie im Mai 2012 operiert und musste die für Juli 2012 angesetzte Titelverteidigung absagen lassen.
Am 2. März 2013 schlug sie die Brasilianerin Halanna Dos Santos einstimmig nach Punkten und verteidigte ihre Titel zum bereits vierten Mal in Folge. Am 6. Dezember 2013 besiegte sie in Frankfurt (Oder) die Ungarin Renáta Dömsödi erneut durch t.K.o. in der sechsten Runde. Damit verteidigte sie ihre Titel zum fünften Mal in Folge. Am 28. März 2014 besiegte sie in Potsdam die bis dahin ungeschlagene Ungarin Gina Chamie durch t.K.o. in der siebten Runde und verteidigte ihre Titel bereits zum sechsten Mal. Am 1. August 2015 schlug sie in Potsdam in einem Comeback-Kampf nach einer erneuten Knieverletzung die Österreicherin Doris Köhler nach Punkten in einem 8-Rundenkampf.

## Ju-Jutsu
Ramona Kühne ist mehrfache Berliner Meisterin, Deutsche Meisterin und erreichte bei der WM 2000 in Schweden den dritten Platz.

## Kickboxen
Sie war Mitglied der deutschen Nationalmannschaft im Kickboxen, mehrfache Berliner und Brandenburger Meisterin und Deutsche Meisterin. Von insgesamt 51 Kämpfen gewann sie 46.

## Amateurboxen
Sie bestritt 11 Kämpfe, die sie alle gewann. Ihre Amateurkarriere krönte sie mit dem Gewinn der Nordwestdeutschen und Internationalen Deutschen Meisterschaft 2005.